# Olympische Winterspiele 2010/Teilnehmer (Andorra)
| Gelbes Symbol für Goldmedaillen mit stilisierten Olympischen Ringen | Graues Symbol für Silbermedaillen mit stilisierten Olympischen Ringen | Braundes Symbol für Bronzemedaillen mit stilisierten Olympischen Ringen |
| ------------------------------------------------------------------- | --------------------------------------------------------------------- | ----------------------------------------------------------------------- |
| —                                                                   | —                                                                     | —                                                                       |

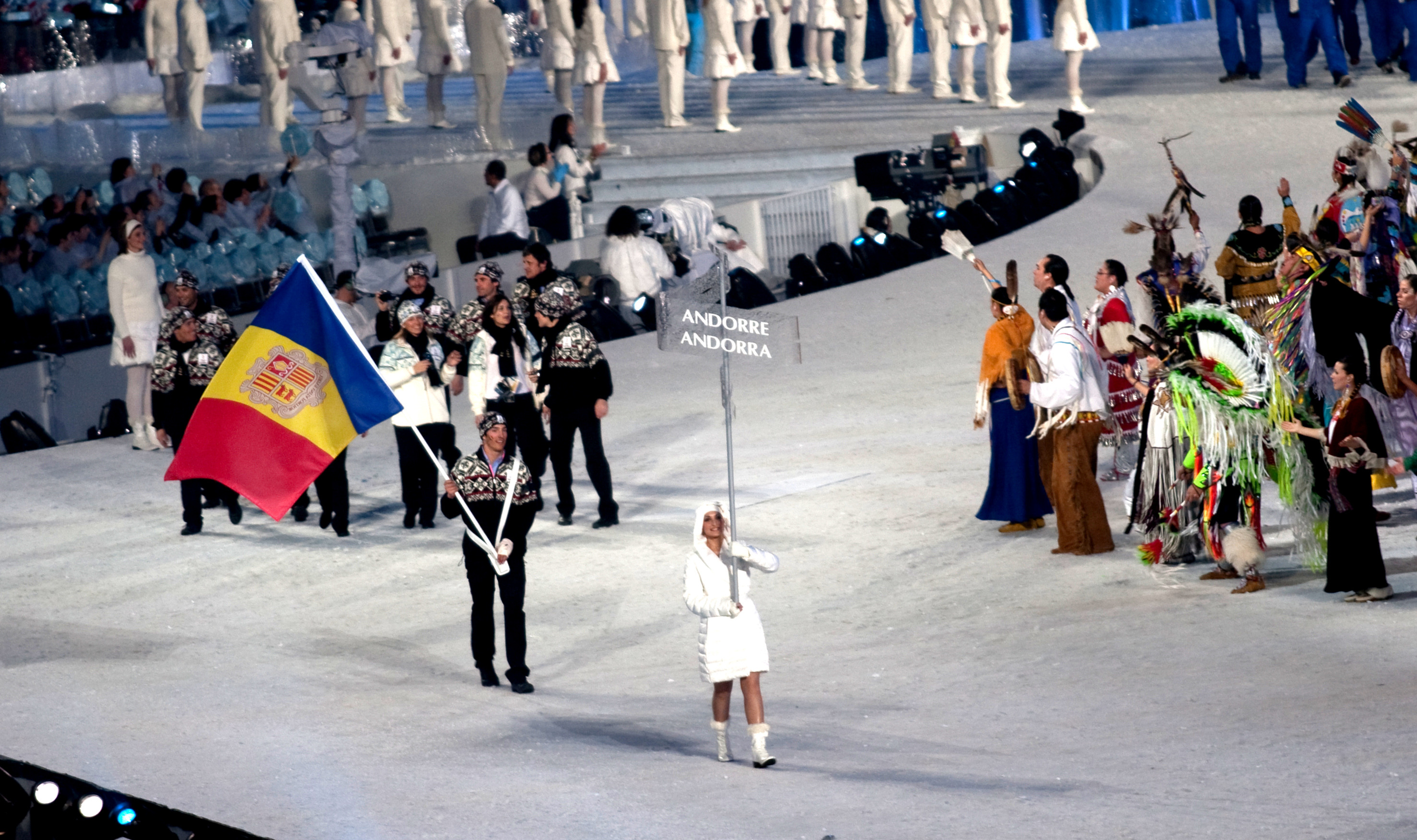
Einmarsch der Delegation Andorras

Andorra nahm an den Olympischen Winterspielen 2010 im kanadischen Vancouver mit sechs Sportlern in drei Sportarten teil.

## Teilnehmer nach Sportarten

### Ski Alpin
| Athleten            | Wettbewerb        | Zeit        | Rang |
| ------------------- | ----------------- | ----------- | ---- |
| Männer              |                   |             |      |
| Kevin Esteve Rigail | Abfahrt           | 1:59,61 min | 47   |
| Kevin Esteve Rigail | Super G           | 1:35,67 min | 39   |
| Kevin Esteve Rigail | Super Kombination | -           | DNF  |
| Roger Vidosa        | Abfahrt           | 1:59,65 min | 48   |
| Roger Vidosa        | Super G           | 1:33,65 min | 33   |
| Roger Vidosa        | Riesenslalom      | -           | DNF  |
| Roger Vidosa        | Slalom            | -           | DNF  |
| Roger Vidosa        | Super Kombination | 2:50,33 min | 25   |
| Frauen              |                   |             |      |
| Mireia Gutiérrez    | Abfahrt           | 1:52,87 min | 28   |
| Mireia Gutiérrez    | Super G           | -           | DNF  |
| Mireia Gutiérrez    | Riesenslalom      | -           | DNF  |
| Mireia Gutiérrez    | Slalom            | -           | DNF  |
| Mireia Gutiérrez    | Super Kombination | 2:15,67 min | 24   |
| Sofie Juárez        | Riesenslalom      | -           | DNF  |

### Skilanglauf
| Athleten        | Wettbewerb             | Zeit                      | Rang |
| --------------- | ---------------------- | ------------------------- | ---- |
| Männer          |                        |                           |      |
| Francesc Soulié | Sprint                 | 3:55,22 min Qualifikation | 56   |
| Francesc Soulié | 15 km                  | 38:36,0 min               | 71   |
| Francesc Soulié | 50 km                  | 2:25:00,8 h               | 47   |
| Francesc Soulié | 30 km Doppelverfolgung | -                         | DNF  |

### Snowboard
| Athleten            | Wettbewerb     | Zeit | Rang |
| ------------------- | -------------- | ---- | ---- |
| Männer              |                |      |      |
| Lluís Marín Tarroch | Snowboardcross | -    | 34   |